# تيشان (غوهران)
تيشان (بالفارسية: تیشن) هي قرية تقع في إيران في قسم غوهران الريفي. يقدر عدد سكانها بـ 0 نسمة بحسب إحصاء 2016.